# Олимпийский комитет Венесуэлы
Олимпийский комитет Венесуэлы (исп. Comité Olímpico Venezolano; уникальный код МОК — VEN) — организация, представляющая Венесуэлу в международном олимпийском движении. Штаб-квартира расположена в Каракасе. Комитет основан в 1935 году, в том же году был принят в МОК, является членом ПАСО, организует участие спортсменов из Венесуэлы в Олимпийских, Панамериканских играх и других международных соревнованиях. 